# 길위의 날들
길위의 날들은 한국방송공사 KBS에서 1996년(재방송 2002년 6월 29일 심야)에 방송되었던 프로그램이다. 극본은 김옥영, 연출은 김홍종이다. 1997년 이탈리아 라베나에서 열렸던 이탈리아상(賞)에서 드라마 부문 대상을 수상하였다.
교도소에서 10년동안 복역하다가 휴가를 받고 어머니를 만나러 고향으로 가는 주인공이 10년만에 보는 세상에서 많은 사람들을 만나고 여러 가지 일들을 겪어가며 여정을 그렸던 내용을 보여주고 있다.

## 줄거리
교도소에서 10년동안 복역 중이던 순우는 휴가를 받고 강원도 정선에 있는 고향집으로 향하게 된다. 기차를 타기 위해 기차역으로 갔던 그는 10년만에 보는 세상을 둘러보다가 순찰중인 순경에 의해 검문을 받다가 수상해보이는 행동 때문에 조사를 받게되고 결국 기차를 놓치면서 여관에서 하룻밤을 보내게 된다. 그리고 둘째날 기차 안에서 아이를 버리고 기차에서 내린 미혼모의 모습을 보고 고향에 도착하면서 할머니를 여의며 장지로 향하는 손자의 절규를 들으면서 그렇게 세상에 대해서 자연히 알아가게 된다. 그리고 어렵게 그는 고향집에 도착하면서 어머니와 아들을 만나게 된다.

## 등장인물
- 김영기 - 순우 역
- 정애란 - 순우 모친 역
- 심성보 - 순우 아들 역
- 서갑숙 - 철이 엄마 역
- 남영진 - 천수 역
- 장미자 - 월촌댁
- 장정희 - 창희네
- 권현정 - 미혼모
- 정호근 - 경장

## 제작진
- 극본 : 김옥영
- 연출 : 김홍종

## 수상이력
- 1997년 이탈리아상 드라마 부분 대상